# Лабазанов, Нохчо Нохаевич
Нохчо́ Ноха́евич Лабаза́нов (род. 15 марта 1995) — российский борец греко-римского стиля, чемпион и призёр чемпионатов России, мастер спорта России.

## Биография
Выступает в супертяжёлой весовой категории (до 130 кг). На всероссийских соревнованиях представляет Башкортостан. Его наставниками в разное время были Ф. Х. Ишмаков, В. М. Галимзянов, Р. Р. Сираев. В 2017 году в Воронеже на абсолютном чемпионате страны стал серебряным призёром в супертяжёлом весе. В 2019 году стал абсолютным чемпионом России. На чемпионате России 2021 года в Ростове-на-Дону стал бронзовым призёром. В 2024 году стал впервые чемпионом России.
Чеченец.

## Выступления на чемпионатах страны
- Абсолютный чемпионат России по борьбе 2017 —  (до 130 кг);
- Абсолютный чемпионат России по борьбе 2019 —  (до 130 кг);
- Абсолютный чемпионат России по борьбе 2019 —  (абсолютная);
- Чемпионат России по греко-римской борьбе 2021 — ;
- Чемпионат России по греко-римской борьбе 2022 — ;
- Чемпионат России по греко-римской борьбе 2023 — ;
- Чемпионат России по греко-римской борьбе 2024 — ;
- Чемпионат России по греко-римской борьбе 2025 — ;